# Leonard Žuta
Leonard Žuta (in macedone Леонард Жута?; Göteborg, 9 agosto 1992) è un calciatore svedese naturalizzato macedone, difensore del Sebenico.

## Biografia
È nato a Göteborg, in Svezia, ma è di origini macedoni. Ha anche un fratello più piccolo, Eduard, anch'egli calciatore.

## Caratteristiche tecniche
È un calciatore veloce, dotato di una buona tecnica individuale. Il suo ruolo naturale è terzino sinistro, ma all'occorrenza può essere impiegato anche come terzino destro o come centrale.

## Carriera

### Club
Inizia la propria carriera professionistica nelle file dell'Häcken, con cui esordisce nel massimo campionato svedese il 13 aprile 2012, entrando in campo nella partita contro il Mjällby. Fino all'agosto 2015 colleziona 71 presenze con la prima squadra, molte delle quali da titolare.
Il 31 agosto 2015 viene acquistato a titolo definitivo dalla squadra croata del Rijeka per una cifra vicina ai 60 000 euro per l'intero cartellino, firmando un contratto triennale con scadenza il 30 giugno 2018. Esordisce con la squadra il 19 settembre successivo, entrando in campo a tre minuti dalla fine della partita Rijeka-Inter Zaprešić (0-0). Ottenuto un posto da titolare, nel 2016-2017 centra il double costituito dalla vittoria di campionato croato e Coppa di Croazia.
L'8 gennaio 2019 si trasferisce a titolo definitivo al Konyaspor, squadra della Süper Lig turca, per 400 000 euro, con contratto biennale. Dopo aver giocato la seconda parte della stagione 2018-2019, non scende mai in campo durante la stagione 2019-2020. Rescisso il contratto i turchi, dal giugno all'agosto 2020 milita nuovamente nell'Häcken, con cui disputa l'Allsvenskan.
Il 13 settembre 2020 viene ufficializzato il suo acquisto da parte del Lecce, club militante nella Serie B italiana.
Il 30 luglio 2021 viene ceduto al Vålerenga, dove trascorre un biennio prima di accasarsi, il 30 agosto 2023, al Brommapojkarna.

### Nazionale
Ha giocato nella nazionale macedone Under-21.
Tra il 2015 ed il 2016 ha giocato complessivamente 15 partite con la nazionale maggiore macedone.

## Statistiche

### Presenze e reti nei club
Statistiche aggiornate al 12 dicembre 2021.
| Stagione        | Squadra         | Campionato      | Campionato | Campionato | Coppe nazionali | Coppe nazionali | Coppe nazionali | Coppe europee | Coppe europee | Coppe europee | Altre coppe | Altre coppe | Altre coppe | Totale | Totale | Totale |
| Stagione        | Squadra         | Comp            | Pres       | Reti       | Comp            | Pres            | Reti            | Comp          | Pres          | Reti          | Comp        | Pres        | Reti        | Pres   | Reti   |        |
| --------------- | --------------- | --------------- | ---------- | ---------- | --------------- | --------------- | --------------- | ------------- | ------------- | ------------- | ----------- | ----------- | ----------- | ------ | ------ | ------ |
| 2012            | Häcken          | A               | 1          | 0          | CS              | 2               | 0               | -             | -             | -             | -           | -           | -           | 3      | 0      |        |
| 2013            | Häcken          | A               | 15         | 0          | CS              | 5               | 0               | -             | -             | -             | -           | -           | -           | 20     | 0      |        |
| 2014            | Häcken          | A               | 19         | 0          | CS              | 6               | 0               | UEL           | 1             | 0             | -           | -           | -           | 26     | 0      |        |
| 2015            | Häcken          | A               | 21         | 0          | CS              | 1               | 0               | -             | -             | -             | -           | -           | -           | 22     | 0      |        |
| set. 2015-2016  | Rijeka          | 1.HNL           | 26         | 0          | CC              | 4               | 0               | -             | -             | -             | -           | -           | -           | 30     | 0      |        |
| 2016-2017       | Rijeka          | 1.HNL           | 35         | 0          | CC              | 6               | 0               | UEL           | 2             | 0             | -           | -           | -           | 43     | 0      |        |
| 2017-2018       | Rijeka          | 1.HNL           | 35         | 2          | CC              | 4               | 0               | UEL           | 10            | 0             | -           | -           | -           | 49     | 2      |        |
| 2018-gen. 2019  | Rijeka          | 1.HNL           | 13         | 0          | CC              | 2               | 0               | UEL           | 2             | 0             | -           | -           | -           | 17     | 0      |        |
| Totale Rijeka   | Totale Rijeka   | Totale Rijeka   | 109        | 2          |                 | 16              | 0               |               | 14            | 0             |             | -           | -           | 139    | 2      |        |
| gen.-giu. 2019  | Konyaspor       | SL              | 12         | 0          | CT              | -               | -               | -             | -             | -             | -           | -           | -           | 12     | 0      |        |
| 2019-2020       | Konyaspor       | SL              | -          | -          | CT              | -               | -               | -             | -             | -             | -           | -           | -           | 0      | 0      |        |
| 2020            | Häcken          | A               | 16         | 1          | CS              | 1               | 0               | -             | -             | -             | -           | -           | -           | 17     | 1      |        |
| Totale Häcken   | Totale Häcken   | Totale Häcken   | 72         | 1          |                 | 15              | 0               |               | 1             | 0             |             | -           | -           | 88     | 1      |        |
| 2020-2021       | Lecce           | B               | 22         | 0          | CI              | 2               | 0               | -             | -             | -             | -           | -           | -           | 24     | 0      |        |
| 2021            | Vålerenga       | ES              | 16         | 1          | 1               | 0               | -               | -             | -             | -             | -           | -           | -           | 17     | 1      |        |
| Totale carriera | Totale carriera | Totale carriera | 231        | 4          |                 | 34              | 0               |               | 15            | 0             |             | 0           | 0           | 280    | 4      |        |

### Cronologia presenze e reti in nazionale
| Cronologia completa delle presenze e delle reti in nazionale ― Macedonia | Cronologia completa delle presenze e delle reti in nazionale ― Macedonia | Cronologia completa delle presenze e delle reti in nazionale ― Macedonia | Cronologia completa delle presenze e delle reti in nazionale ― Macedonia | Cronologia completa delle presenze e delle reti in nazionale ― Macedonia | Cronologia completa delle presenze e delle reti in nazionale ― Macedonia | Cronologia completa delle presenze e delle reti in nazionale ― Macedonia | Cronologia completa delle presenze e delle reti in nazionale ― Macedonia |
| Data                                                                     | Città                                                                    | In casa                                                                  | Risultato                                                                | Ospiti                                                                   | Competizione                                                             | Reti                                                                     | Note                                                                     |
| ------------------------------------------------------------------------ | ------------------------------------------------------------------------ | ------------------------------------------------------------------------ | ------------------------------------------------------------------------ | ------------------------------------------------------------------------ | ------------------------------------------------------------------------ | ------------------------------------------------------------------------ | ------------------------------------------------------------------------ |
| 14-6-2015                                                                | Žilina                                                                   | Slovacchia                                                               | 2 – 1                                                                    | Macedonia                                                                | Qual. Euro 2016                                                          | -                                                                        |                                                                          |
| 5-9-2015                                                                 | Lussemburgo                                                              | Lussemburgo                                                              | 1 – 0                                                                    | Macedonia                                                                | Qual. Euro 2016                                                          | -                                                                        | 31’                                                                      |
| 8-9-2015                                                                 | Skopje                                                                   | Macedonia                                                                | 0 – 1                                                                    | Spagna                                                                   | Qual. Euro 2016                                                          | -                                                                        |                                                                          |
| 9-10-2015                                                                | Skopje                                                                   | Macedonia                                                                | 0 – 2                                                                    | Ucraina                                                                  | Qual. Euro 2016                                                          | -                                                                        | 58’                                                                      |
| 12-10-2015                                                               | Borisov                                                                  | Bielorussia                                                              | 0 – 0                                                                    | Macedonia                                                                | Qual. Euro 2016                                                          | -                                                                        | 49’                                                                      |
| 12-11-2015                                                               | Skopje                                                                   | Macedonia                                                                | 4 – 1                                                                    | Montenegro                                                               | Amichevole                                                               | -                                                                        |                                                                          |
| 17-11-2015                                                               | Skopje                                                                   | Macedonia                                                                | 0 – 1                                                                    | Libano                                                                   | Amichevole                                                               | -                                                                        |                                                                          |
| 23-3-2016                                                                | Capodistria                                                              | Slovenia                                                                 | 1 – 0                                                                    | Macedonia                                                                | Amichevole                                                               | -                                                                        | 82’                                                                      |
| 29-3-2016                                                                | Skopje                                                                   | Macedonia                                                                | 0 – 2                                                                    | Bulgaria                                                                 | Amichevole                                                               | -                                                                        |                                                                          |
| 29-5-2016                                                                | Bad Erlach                                                               | Macedonia                                                                | 3 – 1                                                                    | Azerbaigian                                                              | Amichevole                                                               | -                                                                        |                                                                          |
| 2-6-2016                                                                 | Skopje                                                                   | Macedonia                                                                | 1 – 3                                                                    | Iran                                                                     | Amichevole                                                               | -                                                                        | 46’                                                                      |
| 5-9-2016                                                                 | Scutari                                                                  | Albania                                                                  | 2 – 1                                                                    | Macedonia                                                                | Qual. Mondiali 2018                                                      | -                                                                        | 59’                                                                      |
| 6-10-2016                                                                | Skopje                                                                   | Macedonia                                                                | 1 – 2                                                                    | Israele                                                                  | Qual. Mondiali 2018                                                      | -                                                                        |                                                                          |
| 9-10-2016                                                                | Skopje                                                                   | Macedonia                                                                | 2 – 3                                                                    | Italia                                                                   | Qual. Mondiali 2018                                                      | -                                                                        | 46’                                                                      |
| 12-11-2016                                                               | Granada                                                                  | Spagna                                                                   | 4 – 0                                                                    | Macedonia                                                                | Qual. Mondiali 2018                                                      | -                                                                        | 60’                                                                      |
| Totale                                                                   |                                                                          | Presenze                                                                 | 15                                                                       |                                                                          | Reti                                                                     | 0                                                                        |                                                                          |

## Palmarès

### Club

#### Competizioni nazionali
- Campionato croato: 1

Rijeka: 2016-2017
- Coppa di Croazia: 1

Rijeka: 2016-2017